# Aharon Dolgopolsky

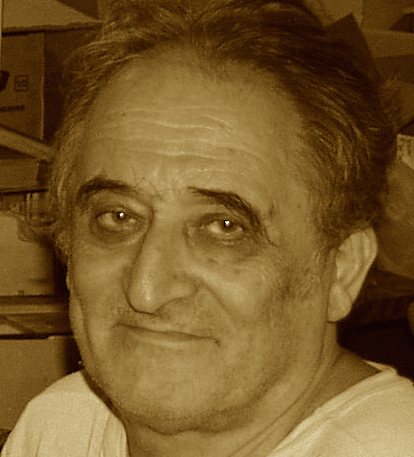
Aharon Dolgopolsky

Aharon Dolgopolsky (hebräisch אהרון דולגופולסקי; russisch Арон Борисович Долгопольский / Aron Borissowitsch Dolgopolski; * 18. November 1930 in Moskau, Sowjetunion; † 20. Juli 2012 in Haifa, Israel) war ein in der Sowjetunion geborener, später in Israel lebender Linguist, der entscheidenden Anteil an der Entwicklung der nostratischen Makrofamilie hatte.

## Leben und Wirkung
Dolgopolsky war zunächst Mitglied des Instituts für Linguistik der Sowjetischen Akademie der Wissenschaften in Moskau, sein Forschungsgebiet die Vergleichende Sprachwissenschaft.
In den frühen 1960er Jahren begann er – gleichzeitig mit, aber unabhängig von Wladislaw Illitsch-Switytsch – das Studium lexikalischer und grammatischer Gemeinsamkeiten verschiedener Sprachfamilien Eurasiens und Afrikas. Dabei wurden das Indogermanische, Afroasiatische, Kartwelische, Uralische und Altaische zum Vergleich herangezogen. Dolgopolsky und Illitsch-Switytsch kamen zum Ergebnis, dass diese Sprachfamilien genetisch miteinander verwandt seien und auf einen gemeinsamen Vorgänger zurückgehen müssen, den sie in Anlehnung an eine Begriffsprägung Holger Pedersens aus dem frühen 20. Jahrhundert „Nostratisch“ nannten. Dolgopolsky und Illitsch-Switytsch führten als Erste einen breit angelegten Vergleich der Protosprachen der Tochterfamilien des Nostratischen durch, etablierten zahlreiche Wortgleichungen und stellten Lautgesetze für diese Makrofamilie auf.
Acht Jahre lehrte Dolgopolsky nostratische Linguistik an der Moskauer Universität und bildete dort eine Reihe heute weltweit bekannter sowjetischer Linguisten aus, darunter Sergei Starostin, den Begründer des Dene-Kaukasischen, einer anderen eurasischen Makrofamilie. Im Gegensatz zu Starostin lehnt er jedoch die Glottochronologie entschieden ab. 1976 verließ Dolgopolsky die Sowjetunion, wurde israelischer Staatsbürger und Professor für Linguistik an der Universität Haifa.
Seine nostratische Hypothese fand insgesamt nur die Zustimmung einer Minderheit der einschlägigen Forscher. Ähnlich erging es Joseph Greenberg mit seinem konkurrierenden Modell, der eurasiatischen Makrofamilie, die allerdings nicht die riesige Gruppe der afroasiatischen Sprachen mit einbeschließt. Dolgopolsky hat sich inzwischen dem Greenbergschen Ansatz inhaltlich (aber nicht methodisch) angenähert, indem er das Afroasiatische eher als einen Parallelzweig zum (restlichen) Nostratischen sieht, und nicht mehr als eine Untergruppe des Nostratischen.

## Werke
Eine übersichtliche Zusammenfassung zum Nostratischen stellt sein Werk The Nostratic Macrofamily and Linguistic Palaeontology von 1998 dar, in dem er nicht nur 124 ausführliche beschriebene nostratische Wortgleichungen zusammenstellt, sondern auch aus den sprachlichen Gemeinsamkeiten auf die Kultur ihrer Träger schließt. Folgende Titel Dolgopolskys sind in englischer Sprache erschienen:
- 1964 A Long-Range Comparison of Some Languages of Northern Eurasia. Nauka, Moskau.
- 1984 On Personal Pronouns in the Nostratic Languages. Braunmüller, Wien.
- 1986 A Probabilistic Hypothesis Concerning the Oldest Relationships among the Language Families in Northern Eurasia. Karoma, Ann Arbor (Mich).
- 1987 Cultural Contact of Proto-Indo-European and Proto-Indo-Iranian with Neighbouring Languages. Folia Linguista Historica.
- 1988 The Indo-European Homeland and Lexical Contacts of Proto-Indo-European with Other Languages. Mediterranean Language Review.
- 1989 Problems of Nostratic Comparative Phonology. Brockmeyer, Bochum.
- 1992 The Nostratic Vowels in Indo-European. Brockmeyer, Bochum. (Russisch bereits 1976.)
- 1998 The Nostratic Macrofamily and Linguistic Palaeontology. McDonald Institute for Archaeological Research, Oxford - Oakville.
- 1999 From Proto-Semitic to Hebrew: Phonology. Centro Studi Camito-Semitici, Mailand.